# Pittosporum ellipticum
Pittosporum ellipticum là một loài thực vật có hoa trong họ Pittosporaceae. Loài này được Kirk miêu tả khoa học đầu tiên năm 1872.